# Europa Cup i ishockey 1966-67
Europa Cup 1966-67 var den anden udgave af Europa Cup'en i ishockey, arrangeret af International Ice Hockey Federation. Turneringen blev spillet i perioden fra november 1966 til 4. april 1967 og havde deltagelse af 14 klubhold fra 14 forskellige nationer.
Turneringen blev vundet af TJ ZKL Brno fra Tjekkoslovakiet, som i finalen besejrede Tampereen Ilves fra Finland med 2-0 i kampe, og som dermed forsvarede sin titel fra den foregående sæson.

## Format og hold
De nationale mestre i sæsonen 1965-66 i IIHF's medlemslande i Europa kunne deltage i turneringen, der blev afviklet som en cupturnering. Hvert opgør blev afgjort over fire kampe, idet holdene første spillede to kampe på det ene holds hjemmebane efterfulgt af to kampe på det andet holds hjemmebane. Det hold, som vandt flest af de fire kampe, gik videre til næste runde. Hvis holdene havde vundet lige mange kampe, blev opgøret afgjort i straffeslagskonkurrence umiddelbart efter den sidste kamp.
| - SG Cortina - Chamonix HC - Újpesti Dózsa SC - HK CSKA Sofia - EC KAC - Grasshopper Club Zürich - Podhale Nowy Targ | - HK Jesenice - Vålerenga IF - Tampereen Ilves - EC Bad Tölz - SC Dynamo Berlin - TJ ZKL Brno - CSKA Moskva |

## Resultater

### Første runde
Kampene i første runde blev spillet i november og december 1966.
| Hjemmehold i kamp 1-2   | Hjemmehold i kamp 3-4 | Total | 1.kamp | 2.kamp | 3.kamp | 4.kamp |
| ----------------------- | --------------------- | ----- | ------ | ------ | ------ | ------ |
| EC KAC                  | EC Bad Tölz           | 2−1   | 5−4    | 4−2    | 1−3    | 4−4    |
| Vålerenga IF            | Tampereen Ilves       | 1−3   | 4−6    | 8−6    | 5−8    | 6−7    |
| Grasshopper Club Zürich | Chamonix HC           | 1−3   | 1−3    | 3−5    | 2−0    | 2−3    |
| HK Jesenice             | SG Cortina            | 1−3   | 2−6    | 2−4    | 5−1    | 0−5    |

### Anden runde
Anden runde blev spillet i december 1966 og januar 1967.
| Hjemmehold i kamp 1-2 | Hjemmehold i kamp 3-4 | Total | 1.kamp | 2.kamp | 3.kamp | 4.kamp |
| --------------------- | --------------------- | ----- | ------ | ------ | ------ | ------ |
| EC KAC                | Chamonix HC           | 3−0   | 7−2    | 5−3    | 9−2    | 3−3    |
| SC Dynamo Berlin      | Tampereen Ilves       | 0−3   | 3−11   | 4−4    | 2−4    | 1−7    |
| Podhale Nowy Targ     | HK CSKA Sofia         | 4−0   | 11−5   | 8−5    | 6−1    | 8−3    |
| Újpesti Dózsa SC      | SG Cortina            | 0−4   | 1−6    | 2−6    | 2−6    | 5−7    |

### Kvartfinaler
Kvartfinalerne blev spillet i januar, februar og marts 1967.
| Hjemmehold i kamp 1-2 | Hjemmehold i kamp 3-4 | Total  | 1.kamp | 2.kamp | 3.kamp | 4.kamp |
| --------------------- | --------------------- | ------ | ------ | ------ | ------ | ------ |
| EC KAC                | SG Cortina            | [0]1−1 | 4−2    | 1−1    | 4−4    | 2−4    |
| Tampereen Ilves       | Podhale Nowy Targ     | 4−0    | 8−3    | 9−1    | 4−1    | 5−3    |

### Semifinaler
I semifinalerne trådte de forsvarende mestre, TJ ZKL Brno, og de sovjetiske mestre CSKA Moskva, ind i turneringen. Det sovjetiske hold meldte imidlertid afbud, hvorfor Tampereen Ilves gik direkte i finalen. Den anden semifinale blev heller ikke spillet færdig, efftersom EC KAC trak sig efter de to første kampe.
| Hjemmehold i kamp 1-2 | Hjemmehold i kamp 3-4 | Total | 1.kamp                   | 2.kamp                   | 3.kamp                   | 4.kamp                   |
| --------------------- | --------------------- | ----- | ------------------------ | ------------------------ | ------------------------ | ------------------------ |
| EC KAC                | TJ ZKL Brno           | 0−1   | 4−6                      | 4−4                      | [ 2 ]                    | [ 2 ]                    |
| Tampereen Ilves       | CSKA Moskva           | w.o.  | CSKA Moskva meldte afbud | CSKA Moskva meldte afbud | CSKA Moskva meldte afbud | CSKA Moskva meldte afbud |

### Finale
Kun finalekampene i Tampere blev spillet. Efter to nederlag meldte Tampereen Ilves afbud til returkampene i Brno. De to finalekampe blev spillet den 2. og 4. april 1967.
| Hjemmehold i kamp 1-2 | Hjemmehold i kamp 3-4 | Total | 1.kamp | 2.kamp | 3.kamp | 4.kamp |
| --------------------- | --------------------- | ----- | ------ | ------ | ------ | ------ |
| Tampereen Ilves       | TJ ZKL Brno           | 0−2   | 2−3    | 4−5    | [ 3 ]  | [ 3 ]  |